# Shelfordia malaccaensis
Shelfordia malaccaensis är en stekelart som först beskrevs av Embrik Strand 1912.  Shelfordia malaccaensis ingår i släktet Shelfordia och familjen bracksteklar. Inga underarter finns listade i Catalogue of Life.